# Вісім
Вісі́м (рос. Висим) — селище у складі Горноуральського міського округу Свердловської області.
Населення — 1601 особа (2010, 1727 у 2002).
До 12 жовтня 2004 року селище мало статус селища міського типу.